# Uchtspringe
Uchtspringe ist ein Ortsteil der gleichnamigen Ortschaft der Hansestadt Stendal im Landkreis Stendal in Sachsen-Anhalt (Deutschland).

## Geographie

### Lage
Der Stendaler Ortsteil liegt am Übergang von der Altmark im Norden und der Colbitz-Letzlinger Heide im Süden an der Quelle des Flüsschens Uchte im Landschaftsschutzgebiet „Uchte-Tangerquellen und Waldgebiete“. Rund einen Kilometer nördlich von Uchtspringe verlaufen in Ost-West-Richtung die Bahnstrecke Berlin–Lehrte, die Schnellfahrstrecke Hannover–Berlin und die Bundesstraße 188. Uchtspringe liegt zwischen Gardelegen im Westen und der ursprünglichen Stadt Stendal im Osten, die rund 25 Kilometer entfernt ist.
Der Ort ist geprägt vom Salus-Fachklinikum Uchtspringe und dem Landeskrankenhaus für Forensische Psychiatrie Uchtspringe.

### Ortschaftsgliederung
Zur Ortschaft Uchtspringe gehören die Ortsteile Uchtspringe, Börgitz (mit Wendisch Börgitz und Wilhelmseiche) und Wilhelmshof.

## Geschichte

### Mittelalter bis Neuzeit
Im Jahre 1686 wird in einer Urkunde eine Wasser Mühle die Modder=Kuhle genand aufgeführt, Herrn Scharden Erben hatte die Mühle von der Obrigkeit, sie war Wendisch Börgitz zugeordnet.
In der Uchtspringer Anstaltszeitung wurde in den 1920er Jahren die Chronik „Modderkuhl, die Mühle im Grund“ von Hauptlehrer Adolf Schenck veröffentlicht. Darin heißt es: Gegen Ende des 17. Jahrhunderts kam es zwischen dem damaligen Besitzer der „Modderkuhle“ Meister Friedrich Knackmußen und der Gemeinde Börgitze „zu einem lange angehaltenen und continuierlichen Streit“ über den Besitz eines „in der Gohrischen Wüsten – Feldmark – Wendisch – Börgitze genannt – belegenen Ackers.“ 1745 walkt der Müller Knakemuß mit der Wassermühle Modderkuhl in zwei Gängen auf der Frau Hauptmann von Stephany zu Käthen Flur. 1801 war die Mahl- und Walkmühle Modderkuhl dem Domänenamt Neuendorf zugeordnet, 1818 gehörte sie zum Gut Käthen. Mit zunehmender Industrialisierung geriet das Mühlenwesen in eine Krise und das Gut Modderkuhl wurde verkauft. Die Wassermühle stand an der heutigen Uchtebrüche in der Straße „Zum Alten Gut“ am südöstlichen Ortsrand.
Im Jahre 1892 wurde der künftige Name auf Uchtspringe geändert. 1893 begann der Bau der „Landes-Heil- und Pflege-Anstalt“, die im Oktober 1894 eröffnet wurde. Im Jahre 1928 bewirtschaftete der Landarmenverband der Provinz Sachsen in Uchtspringe ein Provinzialgut mit 263 Hektar.
Mit dem Bau der Schnellfahrstrecke Hannover–Berlin in den 1990er Jahren wurde die Bahntrasse nördlich um Uchtspringe herumgeführt, um eine wechselseitige Störung mit dem Fachklinikum Uchtspringe auszuschließen.

### Herkunft des Ortsnamens
Sowohl der alte Name Modderkuhl als auch der neue Name Uchtspringe weisen auf das im Ort liegende Quellgebiet der Uchte hin (Uchtspringe = Ort, in dem die Uchte entspringt).

### Eingemeindungen
Ursprünglich gehörte der Ort zum Tangermündeschen Kreis der Mark Brandenburg in der Altmark. Zwischen 1807 und 1813 lag er im Kanton Lüderitz auf dem Territorium des napoleonischen Königreichs Westphalen. Nach weiteren Änderungen gehörte der Ort ab 1816 zum Kreis Gardelegen, dem späteren Landkreis Gardelegen.
1840 gehörte der Ort zu Börgitz. Im Jahre 1900 wurden von den Gemeindebezirken Börgitz und Staats 214,4 Hektar abgetrennt, aus denen der selbständige Gutsbezirk Uchtspringe gebildet wurde.
Im Jahre 1908 wurden Flächen vom Gemeindebezirk Deetz in den Gutsbezirk Uchtspringe umgegliedert, zu denen das Vorwerk Wilhelmshof gehörte, das in der Folge in den Ortsverzeichnissen als Wohnplatz von Uchtspringe geführt wurde.
Am 17. Oktober 1928 wurde der Gutsbezirk Uchtspringe in eine Landgemeinde Uchtspringe umgewandelt mit der Maßgabe, dass die bei Börgitz gelegene Exklave Wilhelmseiche mit der Landgemeinde Börgitz vereinigt wird.
Am 25. Juli 1952 kam die Gemeinde Uchtspringe zunächst zum Kreis Gardelegen, wurde aber im Dezember 1952 in den Kreis Stendal umgegliedert. Am 1. Januar 1957 wurde die Gemeinde Börgitz aus dem Kreis Stendal in die Gemeinde Uchtspringe eingemeindet. Im Jahre 1986 wurde Wilhelmshof dann als Ortsteil der Gemeinde Uchtspringe geführt, so auch im Jahre 2008.
Bis zum 31. Dezember 2009 war Uchtspringe eine selbstständige Gemeinde mit den zugehörigen Ortsteilen Börgitz und Wilhelmshof.
Durch einen Gebietsänderungsvertrag beschloss der Gemeinderat der Gemeinde Uchtspringe am 3. Juni 2009 die Eingliederung in die Stadt Stendal. Der Eingemeindungsvertrag wurde vom Landkreis als unterer Kommunalaufsichtsbehörde genehmigt und trat am 1. Januar 2010 in Kraft.
Nach der Eingemeindung der bis dahin selbstständigen Gemeinde Uchtspringe wurden Uchtspringe, Börgitz und Wilhelmshof zu Ortsteilen der Stadt Stendal. Gleichzeitig wurde die Ortschaftsverfassung nach den §§ 86 ff. der Gemeindeordnung Sachsen-Anhalts eingeführt. Uchtspringe wurde mit den Ortsteilen Uchtspringe, Börgitz und Wilhelmshof zu einer Ortschaft der aufnehmenden Stadt Stendal. Diese verfügt über einen Ortschaftsrat mit neun Mitgliedern einschließlich Ortsbürgermeister.

### Einwohnerentwicklung
| Jahr | Einwohner |
| ---- | --------- |
| 1772 | 08        |
| 1790 | 05        |
| 1798 | 09        |
| 1801 | 07        |
| 1818 | 09        |
| 1871 | 11        |

| Jahr | Einwohner |
| ---- | --------- |
| 1885 | 013       |
| 1895 | 065       |
| 1905 | 1377      |
| 1925 | 1395      |
| 1939 | 2193      |
| 1946 | 1834      |

| Jahr | Einwohner |
| ---- | --------- |
| 1964 | 2513      |
| 1971 | 2123      |
| 1981 | 1990      |
| 1993 | 1740      |
| 2006 | 1385      |
| 2013 | [00]0747  |

| Jahr | Einwohner |
| ---- | --------- |
| 2014 | [00]713   |
| 2018 | [00]660   |
| 2019 | [00]649   |
| 2021 | [00]690   |
| 2022 | [00]677   |
| 2023 | [0]671    |

Quelle, wenn nicht angegeben, bis 2006:

## Religion

### Evangelische Kirchengemeinde
Die evangelischen Christen aus Uchtspringe, die früher zur Pfarrei Uchtspringe (Altmark), Landes-Heil- und Pflegeanstalt, gehörten, werden heute betreut vom Pfarrbereich Kloster Neuendorf im Kirchenkreis Salzwedel im Bischofssprengel Magdeburg der Evangelischen Kirche in Mitteldeutschland.
Die ältesten überlieferten Kirchenbücher für Uchtspringe stammen aus dem Jahre 1894.

### Katholische Kirchengemeinde
Die katholischen Christen gehören zur Pfarrei St. Hildegard in Gardelegen im Dekanat Stendal im Bistum Magdeburg.
Weil es unter den Bewohnern und Beschäftigten der 1894 eröffneten „Landes-Heil- und Pflege-Anstalt“ Katholiken gab, wurden bereits seit der Anfangszeit der Anstalt gelegentlich katholische Gottesdienste durch Geistliche aus Gardelegen in der evangelischen Anstaltskirche gehalten.
Nachdem Frankreich infolge des deutschen Überfalls auf Polen Deutschland den Krieg erklärt hatte und am 5. September 1939 eine Offensive gegen das Saargebiet begonnen hatte, erfolgte eine vorübergehende Evakuierung der saarländischen Bevölkerung, bei der auch eine Anzahl Katholiken in den Raum Uchtspringe kamen. Zur seelsorglichen Betreuung der Evakuierten sandte das Bistum Trier einen Kaplan nach Uchtspringe.
Da sich im Zuge der Flucht und Vertreibung Deutscher aus Mittel- und Osteuropa 1945–1950 wieder Katholiken im Raum Uchtspringe niederließen, nahm ein Vikar aus Gardelegen seinen Sitz in der Heilanstalt Uchtspringe und begann am 16. September 1946 dort mit der Gründung einer katholischen Kirchengemeinde. Dazu gehörten damals im Raum Uchtspringe rund 1600 Katholiken in 18 Ortschaften. Da es in den Orten um Uchtspringe nur wenige Arbeitsplätze gab, sank die Katholikenzahl dort schnell wieder so stark ab, dass der Kuratus von Uchtspringe bereits im Januar 1951 versetzt wurde und die zur Kuratie Uchtspringe gehörenden Ortschaften auf die Kirchengemeinden Bismark, Gardelegen und Stendal aufgeteilt wurden.

## Politik

### Ortsbürgermeister
Jürgen Schlafke ist Ortsbürgermeister der Ortschaft Uchtspringe.
Letzter Bürgermeister der Gemeinde Uchtspringe war Siegmund Löser.

### Ortschaftsrat
Bei der Ortschaftsratswahl am 9. Juni 2024 trat nur die Wählergemeinschaft „Uchtspringe, Börgitz, Wilhelmshof“ an, gewählt wurden eine Frau und 8 Männer (9 Sitze). Von 1.016 Wahlberechtigten hatten 416 ihre Stimme abgegeben, die Wahlbeteiligung betrug damit 40,49 Prozent. Der Bewerber mit höchsten Stimmenzahl wurde zum Ortsbürgermeister gewählt.

### Wappen
Das Wappen wurde am 14. April 2008 durch den Landkreis genehmigt.
Blasonierung: „Gespalten von Silber und Blau, vorn ein halber golden bewehrter schwarzer Adler am Spalt, hinten ein silberner Äskulapstab mit goldener Schlange.“
Die Symbolik nimmt Bezug auf die Gründung des Ortes, der unmittelbar mit dem Fachkrankenhaus verbunden ist. Vor Gründung der Nervenheilanstalt durch den preußischen Staat hieß die damals kaum bekannte Gemeinde Modderkuhl. Die 1894 eingeweihte „Provinzial-, Heil- und Pflegeanstalt“ Uchtspringe und der 1909 gegründete Ortsteil Wilhelmshof vereinigte sich erst im 20. Jahrhundert mit dem 1270 erstmals urkundlich erwähnten Ort Börgitz – einer slawischen Ortsgründung – anlässlich der Gründung der Anstalt zum heutigen Uchtspringe. Die Namen Modderkuhl (niederdeutsch für „Schlammmulde“) und Uchtspringe weisen auf das im Ort liegende Quellgebiet der Uchte hin. Die Gründung der Klinik auf Veranlassung der preußischen Staatsregierung wie die Klinik selbst drücken sich im Wappen durch den schwarzen Adler (Preußenadler) sowie durch den Äskulapstab (Symbol des ärztlichen und pharmazeutischen Standes aus der griechischen Mythologie) aus. Die Farben Uchtspringes sind Blau - Silber (Weiß).

### Flagge
Die Flagge ist Blau - Weiß (1:1) gestreift (Querformat: Streifen waagerecht verlaufend, Längsformat: Streifen senkrecht verlaufend) und mittig mit dem Ortswappen belegt.

## Kultur und Sehenswürdigkeiten
- Die evangelische Kirche in Uchtspringe ist ein neogotischer Backsteinbau, der im Jahre 1899 als Kirche der Landes-Heil- und Pflegeanstalt errichtet wurde.[34]
- Der Ortsfriedhof befindet sich im Nordosten des Dorfes.
- Der Quelltrichter der Uchte südlich des Ortes und der Schäferwald im Nordosten sind seit 1989 ein Flächennaturdenkmal.[3]

## Sage – Siebzig Quellen
Der Lehrer Otto Legel erzählte 1908 die Sage über „Die 70 Quellen der Uchte“ nach. Hanns H. F. Schmidt fasste sie 1994 zu „Siebzig Quellen“ zusammen. Vor tausend Jahren zogen Mönche auf Mission über die damals unbewaldete Letzlinger Heide nach Norden in die heutige Altmark. Sie hatten sich in der Heide verirrt und fanden in der durch die Hitze des Sommers verdorrten Heide kein Wasser. Da setzten sie sich und beteten um ein Zeichen. Plötzlich quoll unter jedem der 70 Mönche Wasser aus dem Boden und vereinigte sich zu einem Bächlein.

## Verkehr
Es verkehren Linienbusse und Rufbusse von stendalbus.
Der Bahnhof Uchtspringe liegt an der Bahnstrecke Berlin–Lehrte. Der alte Uchtspringer Bahnhof lag im Nordwesten des Ortes. Er wurde etwa 1997 aufgrund des Neubaus der Schnellfahrstrecke Hannover–Berlin geschlossen und dafür wurde ein neuer Haltepunkt Uchtspringe nördlich des Ortes errichtet. Dieser wird meist im Stundentakt von Regionalbahnen in Richtung Stendal und Wolfsburg bedient.
Die Bundesstraße 188 (Burgdorf – Wolfsburg – Stendal – Rathenow) verläuft einen Kilometer nördlich von Uchtspringe.

## Gedenkstätten
- Grabstätten auf dem Ortsfriedhof für 66 KZ-Häftlinge, die im April 1945 aus einem Transportzug aus einem Außenlager des KZ Neuengamme herausgeworfen und in einem Massengrab verscharrt wurden, bevor sie auf alliierten Befehl auf dem Friedhof begraben wurden.

## Personen
- Karl-Heinz Pahling (1927–1999), Streikführer beim Volksaufstand vom 17. Juni 1953 in der DDR und Uchtspringer
- Elvira Manthey (* 1931), „Euthanasie“-Überlebende[38], Autorin des Buches Die Hempelsche